# Dvärgflygpungmus
Dvärgflygpungmus (Acrobates pygmaeus) är ett pungdjur i familjen dvärgflygfalanger och den enda arten i sitt släkte.
Det vetenskapliga släktnamnet är grekiska för akrobat och syftar på artens skickliga rörelser. Artepitet pygmaeus är latin för dvärgliknande. Arterna i familjen flygpungekorrar är betydlig större.

## Beskrivning
Djuret är det minsta pungdjuret med förmåga att sväva och ett av de minsta pungdjuren över huvud taget. Den når en kroppslängd (huvud och bål) mellan 65 och 80 millimeter samt en vikt av 10 till 14 gram. Den 70 till 80 millimeter långa svansen har vid bägge sidor korta styva hår och påminner på så sätt om en fjäder. Mellan extremiteterna finns ett ganska smalt glidmembran som vid kanten har hår. Pälsens färg på ovansidan är gråbrun och på undersidan vitaktig. Öronen är bara nära huvudet bra täckt med hår. Varje fot har fyra tår som är utrustade med klor.

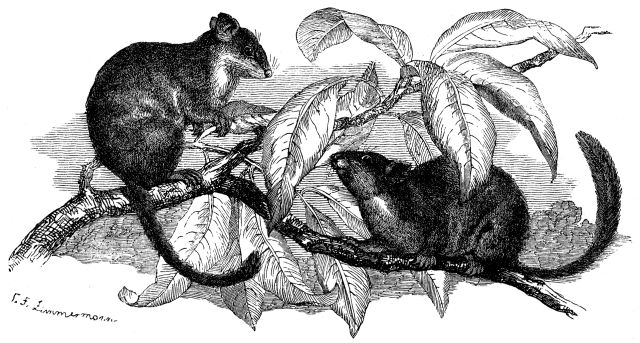
Teckning från Brehms djurliv.

Dvärgflygpungmus förekommer längs Australiens östra kustlinje. Utbredningsområdet sträcker sig från Kap Yorkhalvön till sydöstra South Australia. Möjligtvis finns arten även på Nya Guinea men den upphittade individen kan ha varit ett introducerat sällskapsdjur som har rymd. Djuret lever i olika habitat, främst i skogar (däribland regnskogar och skogar med eukalyptusträd), men även på gräsmark med några träd samt i bergstrakter upp till 1200 meter över havet.
Dvärgflygpungmus är aktiv på natten. Individerna har särskilt bra förmåga att klättra i träd. Med hjälp av flygmembranen svävar de över distanser upp till 20 meter. Den fjäderliknande svansen använder de för att styra. På dagen vilar de i självbyggda bon av blad, i trädens håligheter, i fågelholk eller andra behållare tillverkade av människan. Dvärgflygpungmöss bildar lösa grupper av upp till 20 individer. Gruppens sammansättning ändrar sig hela tiden och det finns ingen hierarki. Under tider med brist på föda faller de ibland i ett stelt tillstånd (torpor).
Födan utgörs främst av insekter och deras larver samt av nektar och trädens vätskor.
Honor har en väl utvecklad pung (marsupium) med fyra spenar. De kan para sig två gånger per år. Vanligen föds två till fyra ungar åt gången som tillbringar sina första två månader i pungen. Sedan stannar de cirka en månad i moderns bo. Honor blir efter 8 månader könsmogna och hannar efter 12 till 18 månader. Den äldsta kända individen i fångenskap blev sju år gammal.
Arten vistas ibland i människans närhet och den listas av IUCN som livskraftig.